# Muses - La Decima Musa
Muses - La Decima Musa è il secondo romanzo della serie omonima creata da Francesco Falconi. Pubblicato il 14 maggio 2013 da Mondadori Editore.
Nel 2012 i diritti cinematografici della serie sono stati opzionati dalla Ipotesi Cinema..

## Trama
Dopo il tentato omicidio al concerto dell'Hyde Park, Alice De Angelis si trova in un ospedale di Londra. Il proiettile non è stato mortale, ma Alice cade in coma per sei mesi. Durante questo periodo la situazione precipita: Ray Hunt non riesce più a guidare gli Eclettici, sconvolto dalla perdita di Alice e impegnato a badare alla piccola Sophie. Lourdes Blanco, Musa della Net.Art, cerca di aiutarlo, stringendo con lui un rapporto che va al di là della semplice amicizia. Patricia Gautier, Musa della Pittura, continua a supportare gli Eclettici, mentre Daphne Petridis, Musa della Danza, si è unita al gruppo. Nel frattempo anche i Pragmatici si sono riorganizzati: dopo la morte di Jack Wright, Ian Moore è diventato il nuovo Magister, aiutato da un personaggio misterioso e inquietante: Tyler Price.
Durante il coma succede qualcosa di eccezionale: Alice riesce a vedere il presente tramite gli occhi delle altre sorelle Muse. Scopre così il doppio gioco di Ian e il suo piano folle: far rinascere il Musagete, il padre delle Muse, Apollo. Ian raggiunge l'ospedale e, dopo aver rapito Sophie, grazie al potere del canto, riesce a risvegliare Alice, conducendola quindi nel Palazzo dei Pragmatici, nella City di Londra.
Dopo essersi risvegliata dal coma, Alice scopre una dura verità: lei e Sophie sono adesso prigioniere dei Pragmatici. Ian, tuttavia, si comporta in modo contraddittorio e le rivela di amarla. Alice è sempre più confusa, i suoi sentimenti iniziano a vacillare. Tramite il diario segreto di Dolores, capisce che Ian Moore è la reincarnazione della Musa della Scrittura, in quanto primogenito di zia. La zia di Alice, sorellastra di Ashlee, non aveva mai rivelato la verità, perché Ian rappresenta la Musa Maschio, l'Eccezione.
Durante la prigionia Alice conosce Leila Paakkari, Musa della Scultura, capace di plasmare la mente e i ricordi delle persone. Mentre continua il rapporto ossessivo e inquietante con Ian, Alice scopre il piano di Tyler: risvegliare Apollo, grazie a un manufatto riscoperto a Roma. Quando tenta la fuga, Alice però viene fermata da Patricia, in stato confusionale, la quale è convinta che sua sorella Clarissa sia ancora viva e tenuta prigioniera dai Pragmatici.
Alice viene condotta a Roma, ma non riesce a impedire il rito necessario per far reincarnare Apollo nel corpo di Tyler Price. Lourdes e Ray la salvano, ma la piccola Sophie viene di nuovo rapita. Tornati a Roma, decidono di attaccare la sede dei Pragmatici per salvare Sophie e uccidere Apollo.
Alice scopre infatti di poter usare tutti i poteri delle altre nove muse: è la Decima Musa, l'unica che non può subire l'influenza di Apollo. Gli Eclettici decidono quindi di irrompere nel Palazzo dei Pragmatici ma, durante lo scontro con Tyler Price, Alice dovrà affrontare una nuova terribile verità. Tyler è suo padre biologico, l'ha concepita con Ashlee. Scopre infine il motivo del suo odio verso le Muse: Patricia, quando era appena tredicenne, ebbe uno scontro con Lucas, primogenito di Tyler che, in seguito a un incidente, era stato costretto alla sedia a rotelle.
Alice riesce tuttavia a neutralizzare Tyler, Ian però la salva in extremis a costo della sua vita. Alice è disperata, in cuor suo ha capito di non amare più Ray e di essere perdutamente innamorata di Ian. Le Muse sono finalmente libere, Alice le guiderà per proseguire nella missione: riunirle e sconfiggere per sempre i Pragmatici.

## Edizioni
- Francesco Falconi, Muses - La Decima Musa, Arnoldo Mondadori Editore, 2013,  pp. 434, ISBN 9788804627678.